# Cờ ca-rô

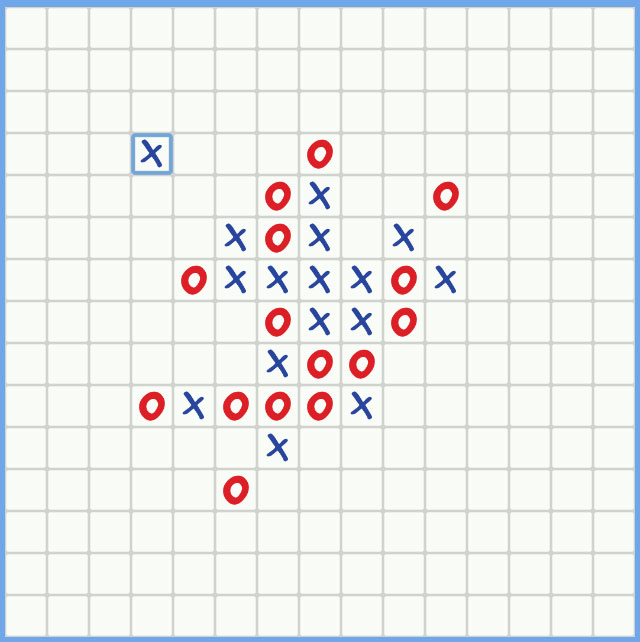
Một ván cờ caro Việt Nam với các quân cờ dạng X, O

Cờ ca-rô (hay sọc ca-rô) là một trò chơi dân gian. Cờ ca-rô trong tiếng Triều Tiên là omok (오목) và trong tiếng Nhật là 五目並べ (gomoku narabe); tiếng Anh, sử dụng lại tiếng Nhật, gọi là gomoku.
Ban đầu loại cờ này được chơi bằng các quân cờ vây (quân cờ màu trắng và đen) trên một bàn cờ vây (19x19). Quân đen đi trước và người chơi lần lượt đặt một quân cờ của họ trên giao điểm còn trống. Người thắng là người đầu tiên có được một chuỗi liên tục gồm 4 quân hàng ngang, hoặc dọc, hoặc chéo không bị chặn đầu nào. Một khi đã đặt xuống, các quân cờ không thể di chuyển hoặc bỏ ra khỏi bàn, do đó loại cờ này có thể chơi bằng giấy bút. Ở Việt Nam, cờ này thường chơi trên giấy tập học sinh (đã có sẵn các ô ca-rô), dùng bút đánh dấu hình tròn (O) và chữ X để đại diện cho 2 quân cờ. Cách chơi cũng tương tự nhưng người thắng là người có được một chuỗi liên tục 5 quân cờ hàng ngang, hoặc dọc, hoặc chéo mà không bị chặn hoặc bị quân khác ngắc đường quân cờ.

## Luật chơi Gomoku (cờ ca-rô)

Một bàn cờ ca-rô với các quân cờ. Bên đen thắng

Theo các giải thi đấu quốc tế hiện tại, Gomoku được chơi theo luật Swap2 để đáp ứng công bằng.
Người đi trước xếp 3 quân cờ đầu tiên lên bàn theo ý muốn và để người đi sau chọn:
- Nếu đồng ý với thế cờ, người đi sau chỉ cần chơi tiếp từ nước thứ 4 như thường lệ.
- Nếu không đồng ý với thế cờ, người đi sau có thể đổi bên hoặc đặt thêm 2 quân cờ tiếp theo (tạo thế mới) để người đi trước chọn màu (quân cờ đầu tiên luôn là màu đen), ván cờ tiếp tục như thường lệ từ thế cờ đó.

Theo luật Standard gomoku, một hàng có nhiều hơn 5 quân liên tiếp cùng màu (overline) không được coi là thắng lợi, trận đấu vẫn tiếp tục cho đến khi một bên có đúng 5 quân trong hàng hoặc kết quả sẽ là hòa, nếu không có ai đáp ứng điều kiện đó. Biến thể Free gomoku thì chỉ cần có từ 5 quân thẳng hàng trở lên, không cần cố định phải là đúng 5 quân như luật Standard.
Trong thi đấu quốc tế, luật thi đấu dựa trên hình thức: người nào ăn 5 trên 9 ván cờ trước thì thắng.